# Língua na'vi
A língua na'vi é a língua artificial dos na'vis, raça alienígena nativa da lua Pandora, no filme Avatar. Criada por Paul Frommer, um professor da Marshall School of Business, doutor em linguística. Na’vi foi construída para se ajustar ao conceito do diretor James Cameron de como o idioma deveria soar no filme, para poder ser realmente aprendida pelos personagens humanos do filme, e para poder ser pronunciável pelos atores, mas que não se assemelhasse a nenhuma outra língua humana.

## Fonologia
As sílabas do Na'vi podem ser tão simples como uma única vogal, ou tão complexas como skxawng (idiota) ou fngap (metal) (ambos CCVC).
Há certos sons existentes em Português que não existem em Na'vi, sendo eles:
- Bilabial - os equivalentes a b e p são considerados como Labiais.
- Labiodental - os equivalentes f e v são considerados como Alveolares.
- Dental/Alveolar - os equivalentes s e z são considerados como apenas Alveolares.

### Vogais
São sete os sons vogais: a ä e i ì o u
|        | frontal | posterior   |
| ------ | ------- | ----------- |
| alta   | i [i]   | u [u] ~ [ʊ] |
| alta   | ì [ɪ]   | u [u] ~ [ʊ] |
| medial | e [ɛ]   | o [o]       |
| baixa  | ä [æ]   | a [a]       |

Há também quatro ditongos: aw [aw], ew [εw], ay [aj], ey [εj].
As vogais frontais de ditongos representadas por ä - é - ì - i - ey - ay seriam pronunciadas com em português respectivamente a - e - i (curto) - i (longo) - ei - ai, enquanto que as vogais e ditongos centrais e posteriores de representação a - o - u - aw - ew seriam em português a - ô - u - au - eu ( mais para óu ). Observe-se que, enquanto que o e é meio -aberto, o o é meio-fechado, não havendo um som *ou. Não há  consoantes silábicas duplas funcionando como vogais, ll [l̩] e rr [r̩], como em plltxe [pl̩.tʼɛ] "falar" e prrte’ [pr̩.tɛʔ] "prazer". O rr é fortemente vibrante e o  ll é "brilhante", como em "luz", nunca é "escurecido" (Consoante velar) *[ɫ̩] com um "sul".
As vogais Na’vi podem ocorrer em sequências como nas Línguas polinésias, Línguas bantas e em japonês. Cada vogal é contada como uma sílaba, portanto tsaleioae tem seis sílabas, [tsa.lɛ.i.o.a.ɛ] e meoauniaea tem oito, [ˈmɛ.o.a.ˈu.ni.a.ˈɛ.a]. As consoantes silábicas podem também ocorrer em sequência com uma vogal simples ou ditongo, como em hrrap [hr̩.ap] "perigoso". Ditongos antes de outra vogal não se distinguem das consoantes y, w entre vogais.
Na’vi não apresenta variações de comprimento de vogal nem tons, mas há contrastes de tonicidade: túte [ˈtutɛ] "pessoa", tuté [tuˈtɛ] "pessoa fêmea". Mesmo que a tonicidade possa se deslocar por causa de alguma derivação, como apresentado antes, ela não é afetada por declinação (caso em substantivos, tempo em verbos, outros). O verbo lu "ser" é acentuada na sua única vogal, o u. Não importa o que aconteça, a sílaba acentuada está sempre nesse "u": lolú [loˈlu] "era" (l‹ol›u), lolängú [lolæˈŋu] "era (ugh!)".

### Consoantes
São 20 os sons consoantes.Há duas diferentes transcrições para o Alfabeto latino:
- Uma que visa o uso de uma letra por fonema - as letras c e g para [ts] ed [ŋ] (sons que têm a ver com seus usos, respectivamente, nas línguas da Europa Oriental e da Polinésia;
- Outra, uma modificada usada pelos atores, como os dígrafos ts and ng (não espanhol) usada para os sons acima.

Em ambas transcrições, as ejetivas são escritas em dígrafos em x, uma convenção criada somente para a língua Na'vi, embora em Nambiquara use transcrições tx, kx para glotalização de consoantes.
|                | Labial      | Alveolar    | Palatal | Velar      | Glotal |
| -------------- | ----------- | ----------- | ------- | ---------- | ------ |
| Ejeciva        | px [pʼ]     | tx [tʼ]     |         | kx [kʼ]    |        |
| Plosiva        | p [p]       | t [t]       |         | k [k]      | ’ [ʔ]  |
| Africada       |             | ts (c) [ts] |         |            |        |
| Fricativa      | f [f] v [v] | s [s] z [z] |         |            | h [h]  |
| Nasal          | m [m]       | n [n]       |         | ng (g) [ŋ] |        |
| Aprox.-Líquida | w [w]       | r [ɾ] l [l] | y [j]   |            |        |

Na língua Na’vi não há consoante oclusivas como [b d ɡ], mas apresenta ejetivas [pʼ tʼ kʼ], indicadas como px, tx, kx, e as consoantes fricativas sonoras [v z]. Também apresenta as consoantes silábicas ll e rr.
As fricativas e africadas f v ts s z h, são restritas a posição interna da sílaba. As outras consoantes podem ocorrer ou no começo ou no fim da sílaba. (porém, w y nas posições finais são consideradas com parte de ditongos, como em ay ey aw ew e podem ser seguidas por outra consoante final - exemplo: skxawng "imbecil").Além de aparecer antes de vogais, f ts s podem fazer parte de um encontro consonantal com algumas consoantes irrestritas (as oclusivas e aproximantes), além de formar 39 desses encontros consonantal. Outras sequências ocorrem nos limites silábicos, como em na’vi [naʔ.vi] "pessoa", ikran [ik.ɾan] "espírito feminino", atxkxe [atʼ.kʼɛ] "terra". Apesar de que todos os sons foram concebidos para serem pronunciáveis pelos atores humanos do filme, há encontros consonantais incomuns como fngap AFI: [fŋap] "metal". e tskxe [tskʼɛ] "pedra".
As plosivas p t k a a africada ts são Tênues, como em Francês e em Espanhol. Nas posições finais são plosivas não concluídas, como em Indonésio e em outras línguas do Sudeste asiático. O  r é uma consoante "flap", como em Espanhol ou em Indonésio. Soa como os sons de "dd" ou "tt" em Inglês (palavras latter - ladder).
A combinação Na'vi das plosivas ejetivas e fricativas sonora (mas, não plosiva aspirada ou sonora) não é usual na linguagem humana, embora ocorra na língua Itelmen, uma das Línguas chukotko-kamchatkanas.

### Mudanças sonoras
O som ng tende a se assimilar com um m ou n. que o siga. Assim tìng mikyun "ouvir" (lit. "dar ouvidos") é pronunciado usualmente como se fosse tìm mikyun, e tìng nari "olhar" (lit. "dar uma olhada") é pronunciado tìn nari.
As vogais de palavras auxiliares (gramaticais) curtas são muitas vezes reduzidas ou desaparecem diante de palavras léxicas ou frase que comece por vogal. Exemplos: sì "e" em s-ayzìsìtä kato "e o ritmo dos anos", ou lu "ser (verbo)" em a l-ayngakip "que está entre vocês"; idem nì’aw "somente" em han’aw txo "então (ha) somente (nì’aw) se (txo)".
As consoantes oclusivas sofrem redução quando depois de certos prefixos ou preposições. As consoantes px tx kx se transformam nas correspondentes plosivas p t k; as plosivas e africadas p t ts k passam a ser as fricativas f s h; as glotais oclusivas desaparecem completamente. Por isso, as formas do singular do plural de substantivos podem ser bem diferentes.

### Lenição
Assim se chama um fenómeno de alteração do consoante inicial de uma palavra,
que acontece p.ex. depois dos prefixos ay- e me- na formação do plural e do
dual.
| original | modificado |
| -------- | ---------- |
| px       | p          |
| tx       | t          |
| kx       | k          |
| p        | f          |
| ts       | s          |
| t        | s          |
| k        | h          |
| '        | -          |

## Amostra de palavras
Amostra de palavras:: zìsìt "ano", fpeio "desafio cerimonial", nìawve "primeiro", aw "um", muiä "ser bom", tiréaióang "espírito animal", kllpxìltu "território", uniltìrantokx "avatar".

## Gramática
Aqui seguem os elementos essenciais da gramática. 
Todas as informações são do site learnnavi.org e do 
fórum Learn Na'vi Community (Que possui seção em português)

### Pronomes
| pronome    | singular | dual  | trial  | plural                   |
| ---------- | -------- | ----- | ------ | ------------------------ |
| eu/nós     | oe       | moe   | pxoe   | ayoe                     |
| nós todos  | -        | oeng  | pxoeng | ayoeng ("ayweng"), awnga |
| tu/você/-s | nga      | menga | pxenga | aynga                    |
| ele/ela/-s | po       | mefo  | pxefo  | ayfo, fo                 |

### Sustantivos
- plural ay-
- dual me-
- trial pxe-

Os três prefixos causam a lenição.
- masculino -an
- feminino -e

As terminações do sexo podem ser usados em pronomes também (poan=ele,
poe=ela).

### Preposições e casos
O caso fica marcado por meio de uma terminação:
- Sujeito (nominativo) de verbos intransitivos -
- Sujeito de verbos transitivos (ergativo) -l
- Objeto de verbos transitivos (acusativo) -t ou -ti
- Dativo (para) -ru
- Genitivo (de) -yä
- Marcador do tema (tópico) -ri, suprime os outros casos

Não se usam preposição e caso juntos. Uma preposição pode aparecer antes ou
depois do substantivo:
- ma (vocativo)
- fa (por)
- hu (com)
- fpi (por causa de)
- ne (a, para, direção)
- ftu (de, procedência)
- ta (de)
- ìlä (via)
- ka (através)
- mì (em)
- eo (na frente de)
- kip (entre)
- lok (perto de)

Algumas preposições causam a lenição (p.ex. mì).

### Adjetivos
Adjetivos são invariáveis. Entre o adjetivo e o substantivo coloca-se um a;
o adjetivo pode ficar antes ou depois do substantivo.
- ngim-a kilvan = kilvan-a ngim
- longo rio = rio longo

### Verbos
Os verbos recebem afixos para expressar tempos distintos. Não mudam de
acordo com a pessoa ou com o número. Exemplo taron (caçar):
- t-ìm-aron (acabou de caçar)
- t-ay-aron (vai caçar)
- t-er-aron (está caçando)
- t-ol-aron (caçou)
- t-ìrm-aron (estava caçando)

Os aspectos positivo e negativo são expressados pelos afixos ei (positivo) e
äng (negativo):
- kam-ei-e (gosta de ver)
- kam-äng-e (não gosta de ver)

### Perguntas
- peú, 'úpe (que coisa)
- pesu, tupe (quem)
- pefya, fyape (como)
- pehem, kempe (que ação)
- pehrr, krrpe (quando)
- pelun, lumpe (por quê)
- pesang, tsangpe (onde)

Perguntas que serão respondidas por sim ou não terminam em srak?

### Números
Só existem até agora poucos números. O sistema é baseado em 8 porque os
Na'vis têm 4 dedos em cada mão.
- 'aw (um)
- mune (dois)
- tsìng (quatro)
- vofu (16)
- tsìvol (32)